# Марко Фрідль
Марко Фрідль (нім. Marco Friedl, нар. 16 березня 1998, Кірхбіхль) — австрійський футболіст, захисник німецького клубу «Вердер» та національної збірної Австрії.

## Клубна кар'єра
Народився 16 березня 1998 року в місті Кірхбіхль. Вихованець юнацьких команд футбольних клубів «Кірхбіхль» та «Куфштайн», а влітку 2008 року перейшов до академії німецької «Баварії». У дорослому футболі дебютував 2015 року виступами за команду «Баварія II», в якій провів три сезони, взявши участь у 14 матчах Регіоналліги.
22 листопада 2017 року на виїзді у грі групового етапу Ліги чемпіонів проти «Андерлехта» (2:1) Марко зіграв першу гру за основну команду «Баварії» Свою другу і останню гру за мюнхенців Фрідль зіграв за три дні, 25 листопада 2017 року в матчі проти менхенгладбахської «Боруссії», дебютувавши у німецькій Бундеслізі. Того ж року він став володарем Суперкубка Німеччини, але на поле в тому матчі не виходив.
25 січня 2018 року Фрідль для отримання ігрової практики на правах оренди перейшов у «Вердер» терміном на 18 місяців. 2 березня в матчі проти менхенгладбаської «Боруссії» (2:2) він дебютував за нову команду. До кінця сезону 2017/18 він провів дев'ять матчів за клуб у Бундеслізі, а також одного разу зіграв у резервній команді в Третій лізі. У сезоні 2018/19 Фрідль продовжив залишатись запасним гравцем, зігравши лише сім матчів у Бундеслізі і два в Кубку Німеччини. Тим не менш у травні 2019 року бременці викупили контракт гравця за 3 млн євро і з сезону 2019/20 Фрідль став стабільно виступати за першу команду. Свій перший гол у Бундеслізі Фрідль забив 28 вересня 2019 року у матчі проти дортмундської «Боруссії» (2:2). Станом на 25 травня 2021 року відіграв за бременський клуб 75 матчів в національному чемпіонаті.

## Виступи за збірні
2013 року дебютував у складі юнацької збірної Австрії (U-15), загалом на юнацькому рівні взяв участь у 24 іграх, відзначившись 3 забитими голами.
Протягом 2017–2020 років залучався до складу молодіжної збірної Австрії, з якою взяв участь у молодіжному чемпіонаті Європи 2019 року в Італії. На турнірі він зіграв у двох матчах, а австрійці не вийшли з групи. Всього на молодіжному рівні зіграв у 24 офіційних матчах, забив 3 голи.
7 жовтня 2020 року дебютував в офіційних іграах у складі національної збірної Австрії в домашньому товариському матчі проти збірної Греції (2:1), вийшовши в стартовому складі і відігравши всі 90 хвилин.
У травні 2021 року Фрідль був включений до заявки збірної на чемпіонат Європи 2020 року.

## Титули і досягнення
- Володар Суперкубка Німеччини (1):

«Баварія»: 2017
| Дата      | Місто                  | Господарі | Результат | Гості  | Турнір            | Голи | Примітки |
| --------- | ---------------------- | --------- | --------- | ------ | ----------------- | ---- | -------- |
| 7-10-2020 | Клагенфурт-ам-Вертерзе | Австрія   | 2 – 1     | Греція | товариський матч  | -    |          |
| 31-3-2021 | Відень                 | Австрія   | 0 – 4     | Данія  | Відбір до ЧС 2022 | -    | 82'      |
| Усього    |                        | Матчів    | 2         |        | Голів             | 0    |          |